# ミケロブ・ウルトラ・アリーナ
ミケロブ・ウルトラ・アリーナ（Michelob Ultra Arena）はネバダ州パラダイスラスベガス・ストリップのマンダレイ・ベイ内にある12000人収容の屋内アリーナ。MGMリゾーツ・インターナショナルが所有。2018シーズンからWNBAラスベガス・エーシズの本拠地として使用されている。

## 概要
1999年の開業からマンダレイ・ベイ・イベント・センターの名称だったが、2021年にアンハイザー・ブッシュと命名権契約を締結して、同社のビール、ミケロブ・ウルトラにちなんでミケロブ・ウルトラ・アリーナと改名された。
UFCやボクシング、プロレスなどの格闘技の会場に使用され、また、2007年のNBAセレブリティオールスター、ラテン・グラミー賞、ミス・ユニバース2010の会場にもなり、ボン・ジョヴィ、ジャネット・ジャクソン、ビヨンセ、デスティニーズ・チャイルド、ブラック・アイド・ピーズ、ブリトニー・スピアーズ、スパイス・ガールズ、テイラー・スウィフトらがライブを行った。
映画のロッキー・ザ・ファイナルの撮影が同センターで行われた。